# 香港電腦商會
香港電腦商會（英語：The Chamber of Hong Kong Computer Industry，縮寫：CHKCI）成立於1998年7月24日，是由10位資深電腦業界人士組成，為非牟利的電腦業界組織。公司會員分別從事電腦生產、代理、批發、零售、支援服務、軟硬體發展等等多個不同範疇，會員公司包括跨國企業、中大型代理商至中小型企業。

## 主要活動
- 香港電腦節
- 香港電腦通訊節
- 香港電競節

## 歷年回顧

### 2002年
- 香港電腦節2002
  - 與深水埗區議會合辦第一屆香港電腦節以響應特區政府抵禦亞洲金融風暴，推動本土經濟。

### 2003年
- 健力士世界紀錄之「千人砌機大匯演」
  - 與深水埗區議會及民政署合辦「千人砌機大匯演」於10月1號國慶日在石硤尾公園體育館內為香港人創造首項電腦界健力士世界紀錄[1]。政府就此活動在立法會財經事務委員會滙報[2]。2004年，行政長官董建華和記者訪問中，談及香港電腦節[3]，認為香港電腦節推動本土經濟。

### 2004年
- 「正版正貨承諾」計劃
  - 聯同知識產權署、海關打擊侵權行為，推動業界自願承諾保證出售正版正貨，成為電腦業發標貼機構。
- 香港電腦節2004
  - 香港電腦節獲行政長官於施政報告中點名稱讚。
- 香港電腦通訊節2004
  - 與深水埗區議會協辦首屆香港電腦通訊節，在灣仔會議展覽中心舉行及邀請中聯辦李剛副主任蒞臨主禮。

### 2005年
- 中國(中山)國際電子資訊與技術展覽會暨首屆國際電腦通訊節
  - 中山市政府主辦，香港電腦商會協辦的中國(中山)國際電子資訊與技術展覽會暨首屆國際電腦通訊節成功舉行。

### 2006年
- 電腦回收試驗計劃
  - 聯同環境保護署進行電腦回收試驗計劃，為本港舊電腦回收實驗運作模式和取得有用成本數據。

### 2007年
- 香港電腦節2007
  - 立法會會議上議員通過為其中一項之‘發展多元化販商和市集經濟活動’。
- 電腦界自願性電腦回收計劃
  - 聯同環境保護署創辦電腦回收計劃，更促成香港電子及電器回收協會為環保署義務管理三個回收計劃。

### 2008年
- 「電腦服務及維修自願性約章計劃」

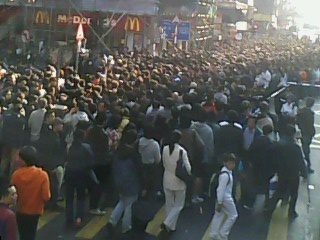
香港電腦節2008，福華街麥當奴入口擠滿人群

  - 在私隱專員公署、消費者委員會及同業機構的支持下，推出計劃助挽回市民對電腦服務及維修業的信心。
- 四川賬災籌款活動
  - 聯同電腦及資訊科技業界舉辦四川賬災義賣大行動。
- 香港電腦節2008
  - 獲行政長官題詞祝賀。

### 2009年
- 香港電腦通訊節2009 - 東九龍電腦節– 數碼生活大匯演
  - 蘇錦樑副局長出席砌機活動推動香港獨有的DIY文化。
- 開拓台北與香港兩地商機
  - 率領業界到訪台灣政府對外貿易協會、台北電腦業同業公會爭取商界互動開拓兩地商機，從而推動兩岸四地互貿。
- 香港電腦通訊節2009
  - 首天「IT拍賣會」所得收入全數捐贈台灣風災賑災之用。最後一屆，和深水埗區議會協辦。
- 「電腦潮代」專才社區就業計劃
  - 計劃獲勞工及福利局社區投資共享基金資助，勞工處展翅、青見計劃支援，在金融海嘯後協助舒緩香港青少年的高失業率問題，同時培育人才晉身業界。
- 榮獲香港資訊及通訊科技獎
  - 「電腦潮代」計劃於同年11月榮獲由香港政府資訊科技總監辦公室認可，由英國電腦學會-香港分會主辦之香港資訊及通訊科技獎之最佳專業發展(計劃)銀獎。
- 新界數碼生活嘉年華
  - 媒體錯誤報導，表示有高清機頂盒港幣60元發售，導致早上八時已有近百位市民在荃灣廣場外排隊等候，引起混亂。香港電腦商會為早上排隊消費者登記，並以港幣60元發售高清機頂盒乙部。

### 2010年
- 首屆人才企業嘉許計劃中獲獎狀
  - 榮獲僱員再培訓局頒發2009年度首屆 MD 1st –SME獎項。
- 西安﹣香港電腦通訊節
  - 聯合陝西省商務廳、陝西省貿促會在西安舉行，以科技新生活為主題的展覽。

### 2011年
- 舉辦最後一屆香港電腦節
- 香港年報2010記載香港電腦通訊節2010推動最新數碼產品

### 2012年
- 首屆全港學界Apps樣板創作大賽

### 2013年
- 香港電腦商會和香港生產力促進局在香港電腦通訊節同期合辦軟件及創意產業展覽會

### 2014年
- 香港電腦商會2014-2015年度會董局就職典禮及春茗暨「香港電腦通訊節2014」顧問委任儀式
- 率團參觀台北國際電腦展2014
- 幸獲中華民國對外貿易發展協會之邀請，率領會員一同到台灣參觀年度盛事，並率先體驗最新的創新科技產品。
- 舉行香港電腦通訊節2014及軟件及創意產業展覽館2014」
- 香港資訊科技界第一屆國慶盃網球團體賽
- 合辦「香港資訊科技界慶祝中華人民共和國建國六十五週年國慶晚宴」
- 立法會足球友誼賽

### 2015年
- 舉辦廣州海淘新天地電腦商場之旅
- 協辦南沙自貿區、深圳前海考察團
- 與生產力促進局合辦「零售業人力需求管理資助計劃 及 資訊科技方案展示」研討會
- 與香港軟件行業協會協辦香港數碼生活嘉年華
- 合辦「香港資訊科技界歡迎政府資訊科技總監楊德斌先生履新午宴」
- 舉辦 香港電腦通訊節2015、 香港電競節2015及 軟件及創意產業展覽館2015
- 香港電腦通訊節2015 x 雅虎香港 3C街啟動典禮
- 合辦「香港資訊科技界慶祝中華人民共和國建國六十六週年國慶晚宴」
- 合辦「香港資訊及科技界創新及科技發展研討會」暨歡迎創新及科技局局長履新午宴

### 2016年
- 合辦深圳前海、東莞大朗認證中心考察團
- 舉辦 香港電腦通訊節2016、 香港電競節2016及 軟件及創意產業展覽館2016
- 合辦「香港資訊科技界慶祝中華人民共和國建國六十七週年國慶晚宴」
- 合辦「運『財』帷幄：如何運用市場、政府資源發展企業潛能」研討會

### 2017年
- 舉辦「電競產業的發展及前景」研討會
- 舉辦 香港電腦通訊節2017、 香港電競節2017、互動體驗專區及STEM及環保教育主題區
- 合辦「香港資訊科技界慶祝中華人民共和國建國六十八週年國慶晚宴」

### 2018年
- 参與「中小企創業工作坊：電競新世代」工作坊
- 合辦「2018香港資訊科技及通訊界聯合春茗」
- 參加台北國際電腦展2018
- 舉辦 香港電腦通訊節2018、香港電競節2018及創科體驗專區
- 與旅發局首度合作，凡購買電腦節門票人士，可免費於同日進入工銀亞洲香港電競音樂節的「體驗專區」

### 2019年
- 合辦「2019香港資訊科技及通訊界聯合春茗」
- 舉辦 香港電腦通訊節2019、香港電競節2019
- 合辦「香港資訊科技界慶祝中華人民共和國建國七十週年國慶晚宴」
- 合辦「2019施政報告分享——與楊偉雄局長對話」

### 2020年
- 與數碼港合辦的「香港電腦商會電競盃」
- 邀約新任創新及科技局薛永恒局長，表達業界的現況及意見，期望政府為業界提供支援。
- 與商務及經濟發展局陳百里副局長就復甦本地經濟交換意見。
- 香港電腦通訊節2020原定於8月21日至24日舉行。後因2019冠状病毒疫情，延至2021年1月21日至24日舉行，最終亦因疫情反彈而取消。

## 外部連結
- 香港電腦商會 （页面存档备份，存于）
- 香港電腦通訊節 （页面存档备份，存于）